# NGC 3030
NGC 3030 ist eine elliptische Galaxie vom Hubble-Typ E/S0 im Sternbild Hydra südlich der Ekliptik. Sie ist schätzungsweise 113 Millionen Lichtjahre von der Milchstraße entfernt und hat einen Durchmesser von etwa 35.000 Lichtjahren.

Im selben Himmelsareal befindet sich u. a. die Galaxie NGC 3058.
Das Objekt wurde 1886 von Francis Preserved Leavenworth entdeckt.